# 롤래트 법

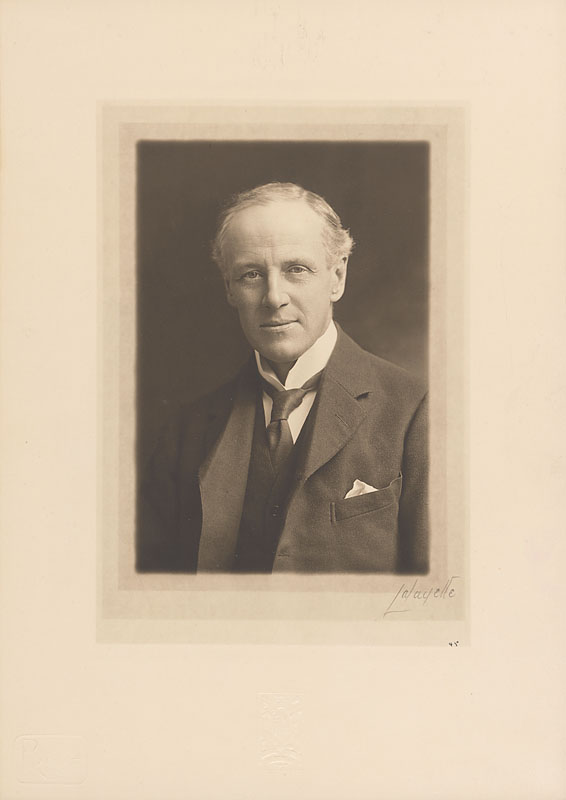
롤래트 법 제정에 결정적 역할을 한 시드니 롤래트 판사

롤래트 법(영어: Rowlatt Act)은 1919년에 영국령 인도 제국에서 식민통치에 항거하는 인도인 독립운동 세력을 탄압하기 위해 식민지 정부에서 제정, 발호한 법률이다. 롤럿법, 로래트법이라고도 한다. 정식 명칭은 「형사법 긴급권한법」(Criminal Law Emergency Powers Act)으로 법 제정에 큰 역할을 한 롤래트 위원회(Rowlatt Committee)의 위원장 시드니 롤래트(Sydney Rowlatt)의 이름을 따서 「롤래트 법」이라고 부른다.

## 개설
제1차 세계대전 중 영국은 식민지 인도에 전쟁에서의 승리 후 인도의 자치를 보장하겠다는 약속을 하며 인도의 지원을 받았고 전쟁은 승리했지만, 약속은 제대로 지켜지지 않았다. 롤래트 법이 제정된 것은 제1차 세계대전 중의 인도방위법(Defence of India Act 1915, 1915년 제정)이 제정되고 4년 뒤의 일로, 영국의 인도 식민 지배에 불만을 품은 테러 조직에 의한 영국인 판사 살해, 배심원 협박이 잇따르고 있다는 내용을 담은 시드니 롤래트 판사 본인의 보고서를 명분으로 삼았다. 과격 테러 용의자들에 대한 체포영장 없는 체포, 재판 없는 투옥, 배심원이 없는 재판을 인정하는 것이 롤래트 법의 골자였다.
법은 인도인들의 반대에도 불구하고 입법참사회에서 강제로 통과되었다. 롤래트 법의 발호에 반발해 펀자브 주에서 조직적 폭동이 일어나는 등 법이 제정된 뒤에도 인도인들의 반영 기운은 사그라들지 않았다. 그러던 중 폭동 진압을 목적으로 펀자브 주에 투입된 영국군이 암리차르 시에서 비무장 상태로 항의집회를 열어 모인 인도인 민중에게 발포해 1000명 이상의 사상자가 발생하는 사건이 일어났다(암리차르 학살). 이 사건으로 마하트마 간디 등 인도 국내의 반영 운동은 더욱 거세지게 되었다.
반영 운동이 격화된 결과 억압적법률위원회(Repressive Laws Committee)의 보고를 받아들이는 형태로 1922년 3월에 인도 제국 정부는 롤래트 법 및 앞서 1910년에 제정했던 출판법(Press Act) 등 22개 법률을 폐지하였다.

## 같이 보기
- 사티아그라하
- 암리차르 학살